# Lobogeniates nigricans
Lobogeniates nigricans är en skalbaggsart som beskrevs av Ohaus 1917. Lobogeniates nigricans ingår i släktet Lobogeniates och familjen Rutelidae. Inga underarter finns listade i Catalogue of Life.